# Società Sportiva Chieti 1975-1976
Questa voce raccoglie le informazioni riguardanti la Società Sportiva Chieti nelle competizioni ufficiali della stagione 1975-1976.

## Rosa
| N. |                   | Ruolo | Calciatore         |
| -- | ----------------- | ----- | ------------------ |
|    | Italia (bandiera) | C     | Stefano Anelli     |
|    | Italia (bandiera) |       | Gabriele Bankowski |
|    | Italia (bandiera) | D     | Renato Beltramini  |
|    | Italia (bandiera) | P     | Alessandro Capponi |
|    | Italia (bandiera) | P     | Paolo Cimpiel      |
|    | Italia (bandiera) | D     | Fulvio Fellet      |
|    | Italia (bandiera) | A     | Andrea Fruggeri    |
|    | Italia (bandiera) | D     | Walter Grezzani    |
|    | Italia (bandiera) | D     | Carlo Guasti       |
|    | Italia (bandiera) | A     | Francesco Marsico  |

| N. |                   | Ruolo | Calciatore        |
| -- | ----------------- | ----- | ----------------- |
|    | Italia (bandiera) | D     | Enzo Michetti     |
|    | Italia (bandiera) | C     | Luciano Mircoli   |
|    | Italia (bandiera) | C     | Gritto Modonese   |
|    | Italia (bandiera) | D     | Paolo Monico      |
|    | Italia (bandiera) | C     | Enrico Pennati    |
|    | Italia (bandiera) | A     | Giacinto Stellone |
|    | Italia (bandiera) | C     | Antonio Tormen    |
|    | Italia (bandiera) | A     | Gaspare Umile     |
|    | Italia (bandiera) | C     | Giovanni Zanotti  |
|    | Italia (bandiera) | A     | Gianfranco Zeli   |